# Пародия Ленингхауза
Паро́дия Ленингхауза, или Эриокактус Ленингхауза (лат. Parodia leninghausii, или Eriocactus leninghausii) — кактус из рода Пародия, выделяется некоторыми систематиками в род Эриокактус.

## Описание

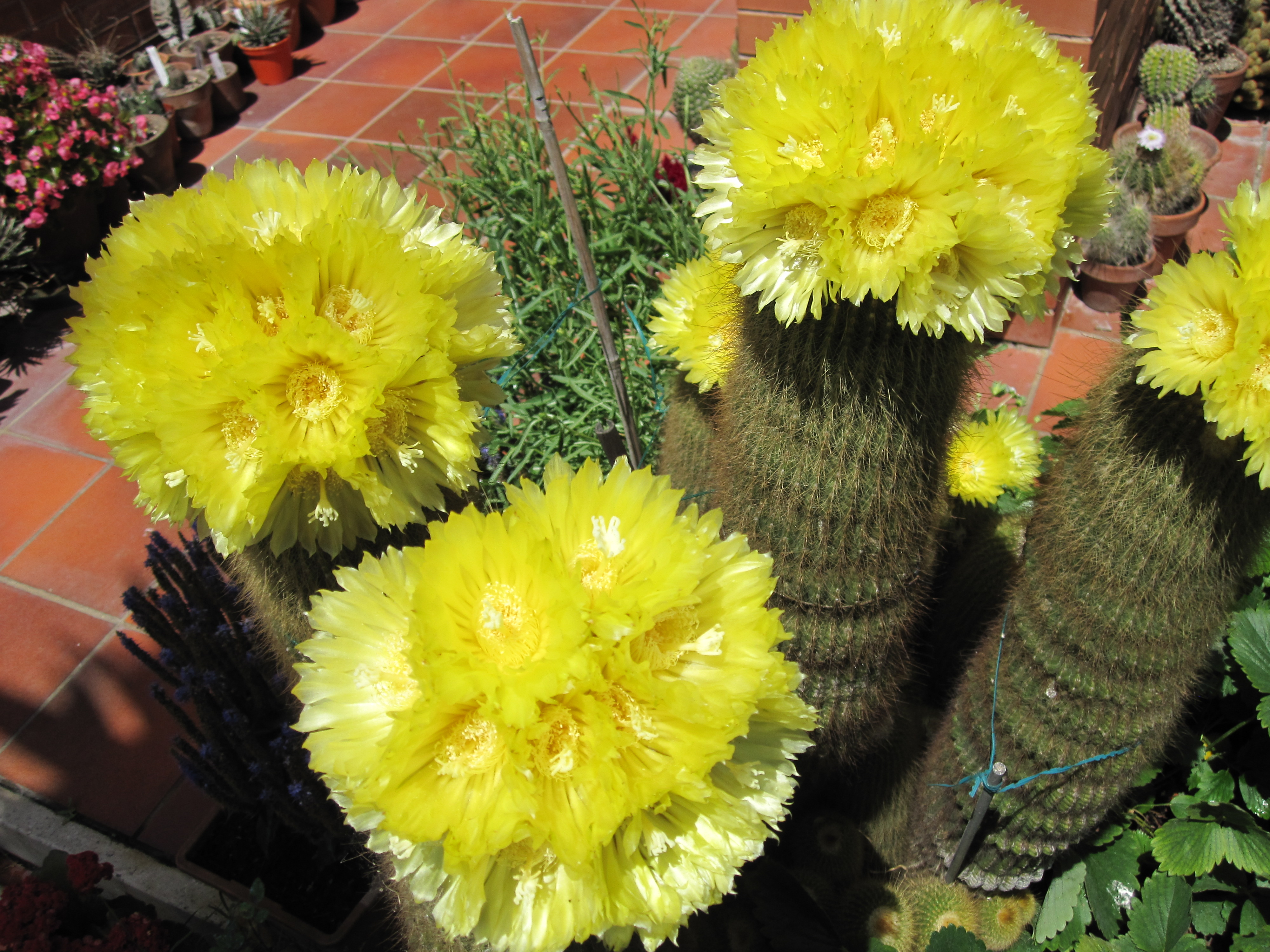
цветы

Стебель цилиндрический, тёмно-зелёный, до 1 м высотой и 10 см в диаметре; формирует группу до 20 см шириной. Рёбер более 30, на них густо расположены ареолы. Вверху стебля они особенно сильно опушены.
Радиальных колючек до 15, они тонкие, щетинковидные, беловато-жёлтые, до 2 см длиной; центральных — 3-4, они тонкие, изогнутые, до 4 см длиной, золотисто-жёлтого цвета.
Цветки до 4 см длиной и 5 см в диаметре, ярко-жёлтые.

## Распространение
Эндемик бразильского штата Риу-Гранди-ду-Сул.

## Синонимы
- Pilocereus leninghausii
- Malacocarpus leninghausii
- Notocactus leninghausii
- Eriocactus leninghausii